# Россохино (Байдаровское сельское поселение)
Россохино — деревня в Никольском районе Вологодской области.
Входит в состав Байдаровского сельского поселения, с точки зрения административно-территориального деления — в Байдаровский сельсовет.
Расстояние по автодороге до районного центра Никольска — 11 км, до центра муниципального образования Байдарово — 11 км. Ближайшие населённые пункты — Селиваново, Носково, Гора.
По переписи 2002 года население — 15 человек.